# Włodzimierz Kułagin
Włodzimierz Mariusz Kułagin (ur. 17 grudnia 1967 w Olsztynie) – oficer dyplomowany polskiej Marynarki Wojennej w stopniu kontradmirała, od 1 kwietnia 2021 dowódca 8 Flotylli Obrony Wybrzeża.

## Życiorys
Włodzimierz Kułagin urodził się 17 grudnia 1967 roku w Olsztynie.

### Wykształcenie
Absolwent Wydziału Nawigacji i Uzbrojenia Okrętowego Akademii Marynarki Wojennej w Gdyni (AMW), podyplomowych studiów w zakresie zarządzania i dowodzenia w AMW oraz podyplomowych studiów polityki obronnej w amerykańskiej Naval War College w Newport. Ukończył także wiele kursów specjalistycznych w kraju i za granicą, m.in. w Szkole Zarządzania Kanadyjskich Sił Zbrojnych, belgijsko-holenderskiej Szkole Wojny Minowej w Ostendzie (Belgia) oraz Akademii Obrony NATO w Rzymie.

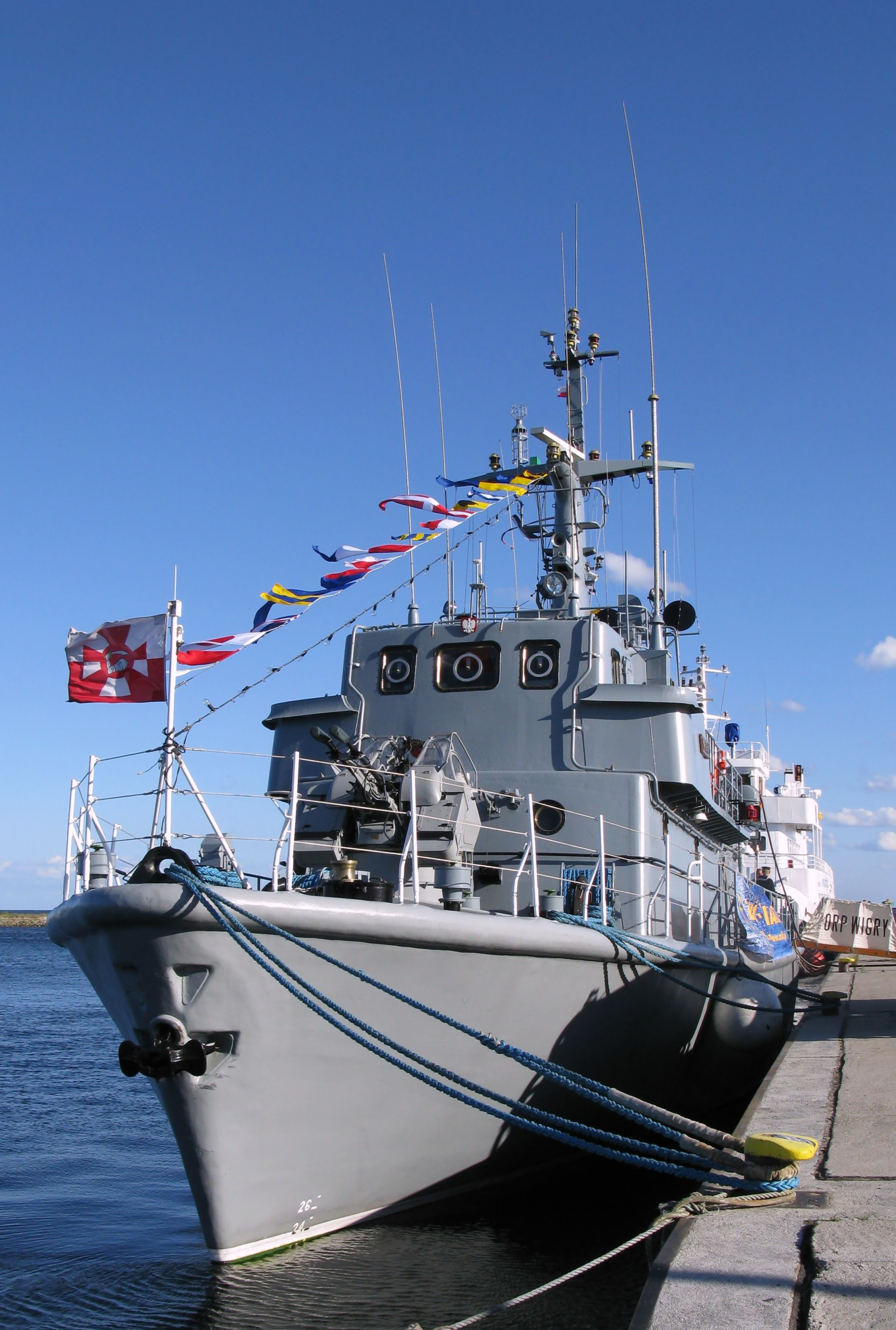
Był dowódcą na ORP „Wigry”

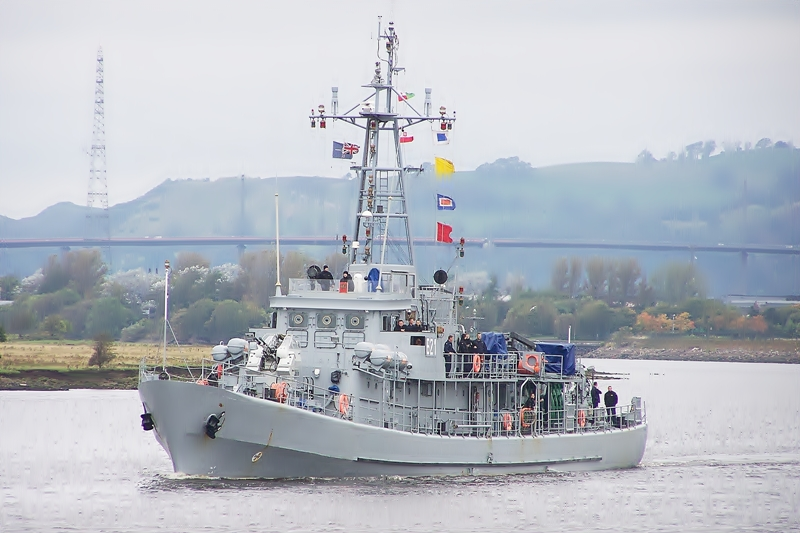
Był dowódcą na ORP „Flaming”

### Służba wojskowa
W 1990 został promowany na stopień podporucznika marynarki, a po ukończeniu AMW w 1991 rozpoczął zawodową służbę wojskową w 13 Dywizjonie Trałowców 9 Flotylli Obrony Wybrzeża w Helu. W czasie służby przeszedł wszystkie szczeble dowodzenia – od stanowiska dowódcy działu okrętowego, zastępcy dowódcy okrętu, przez dowódcę ORP „Wigry” (1997–2001) i ORP „Flaming” (2001–2002) .
W 1998 jako dowódca ORP „Wigry” wziął udział w krajowych ćwiczeniach REKIN 98. W dniach 7–17 czerwca 1999 uczestniczył w międzynarodowych ćwiczeniach BALTOPS 99, wraz z trałowcami OORP „Resko”, „Sarbsko”, „Drużno”, „Mamry” i „Śniardwy”. W dniach 6–7 lipca 2000 jego jednostka reprezentowała marynarkę wojenną w polsko-niemieckich ćwiczeniach sił przeciwminowych, wraz z: niszczycielem min OORP „Czajka”, trałowcem „Gopło”,okrętem ratowniczym „Gniewko” i zbiornikowcem „Z-8”.
W dniach 24–30 października 2001 będąc dowódcą okręt ORP „Flaming” wraz z bliźniaczą „Czajką” uczestniczył w międzynarodowych ćwiczeniach Passex. W dniach 1–15 marca 2002 uczestniczył w Polsce i Norwegii w manewrach sił morskich NATO pod kryptonimem Strong Resolve 2002, w których wzięło udział ponad 100 okrętów. Od 22 kwietnia do 10 maja 2002 „Flaming” pod jego dowództwem wraz z „Czajką” wzięły udział w zorganizowanych w Cieśninach Duńskich ćwiczeniach Blue Game 2002 . Od 26 do 28 czerwca 2002 wziął udział w polsko-holenderskich ćwiczeniach obrony przeciwminowej w Zatoce Gdańskiej wraz z niszczycielem min „Willemstad” .
W 2002 objął stanowisko zastępcy dowódcy dywizjonu. W latach 2004–2006 był dowódcą 13 Dywizjonu Trałowców. Następnie w latach 2006–2014 zajmował różne stanowiska w Centrum Operacji Morskich, Dowództwie Marynarki Wojennej oraz w Inspektoracie MW Dowództwa Generalnego RSZ.
W roku 2010 pełnił służbę w Sojuszniczej Misji Szkoleniowej NATO Training Mission (NTM-I) w PKW Iraku, natomiast w latach 2014–2017 był zastępcą narodowego przedstawiciela łącznikowego przy Sojuszniczym Dowództwie ds. Transformacji (Allied Command Transformation, ACT) w Norfolk i jednocześnie polskim oficerem łącznikowym przy Sztabie Połączonym Sił Zbrojnych USA w Suffolk. W 2017, po powrocie do kraju, objął stanowisko szefa sztabu dowództwa 3 Flotylli Okrętów w Gdyni.
Z dniem 1 kwietnia 2021 zgodnie z decyzją ministra obrony narodowej Mariusza Błaszczaka został wyznaczony na stanowisko dowódcy 8 Flotylli Obrony Wybrzeża. 27 kwietnia 2021, w świnoujskim Porcie Wojennym przyjął obowiązki dowódcy 8 Flotylli Obrony Wybrzeża od kontradmirała Piotra Niecia. 10 listopada 2022 prezydent RP Andrzej Duda mianował go na stopień kontradmirała.

## Awanse
- podporucznik marynarki – 1991[2]

(…)
- kontradmirał marynarki – 10 listopada 2022[15]

## Ordery, odznaczenia i wyróżnienia
- Morski Krzyż Zasługi – 2019[1]
- Srebrny Medal za Długoletnią Służbę
- Gwiazda Iraku
- Złoty Medal „Siły Zbrojne w Służbie Ojczyzny”
- Złoty Medal „Za zasługi dla obronności kraju”
- Odznaka okolicznościowa „Soli Deo Gloria”
- Medal „W służbie Bogu i Ojczyźnie”
- Odznaka Dowódcy Okrętu MW RP
- Złota Odznaka Marynarza Jednostek Pływających
- Odznaka pamiątkowa 3 Flotylli Okrętów – 2017
- Odznaka pamiątkowa 8 Flotylli Obrony Wybrzeża – 2021, ex officio
- Buzdygan Honorowy – 10 listopada 2022, ex officio
- Kordzik Honorowy Marynarki Wojennej[13]
- Defense Meritorious Service Medal – Stany Zjednoczone
- Odznaka absolwenta Naval War College – Stany Zjednoczone
- Medal NATO z klamrą ’NTM-IRAQ’ (za Misję Szkoleniową NATO w Iraku)

i inne